# Sarota
Genre
Sarota est un genre d'insectes lépidoptères de la famille des Riodinidae qui résident en Amérique du Sud.

## Taxonomie
Le nom Sarota leur a été donné par John Obadiah Westwood en  1851. Le genre a été revu en 1998 par Jason Piers Wilton Hall

## Liste des espèces
- Sarota acanthoides (Herrich-Schäffer, [1853]) ; présent  au Surinam, en Guyane, au Venezuela, au Brésil et au Pérou.
- Sarota acantus (Stoll, 1782) ; au Costa Rica
- Sarota chloropunctata Hall, 1998 ; en Équateur.
- Sarota chocoensis Hall, 1998 ;  à Panama et en Équateur
- Sarota chrysus (Stoll, [1782]) ; au Mexique, en Colombie, au Venezuela, en Bolivie, en Équateur, en Guyane,en Guyana, au Surinam, à Trinité-et-Tobago et au Brésil.
- Sarota completa Hall, 1998 ; en Bolivie,au Venezuela et au Brésil
- Sarota craspediodonata (Dyar, 1918) ; au Mexique et au Guatemala.
- Sarota estrada Schaus, 1928 ; au Mexique, en Colombie et en Équateur.
- Sarota gamelia Godman & Salvin, [1886] ; au Mexique, en Colombie, à Panama, en Équateur, en Guyane, en Guyana, au Surinam, au Venezuela, à Trinité-et-Tobago, au Brésil et au Pérou.
- Sarota gyas (Cramer, [1775]) ; en Guyane,en Guyana, au Surinam, en Colombie, au Brésil et au Pérou.
- Sarota harveyi Hall, 1998 ; au Brésil et au Pérou.
- Sarota lasciva (Stichel, 1911) ; en Guyane,en Guyana, au Surinam, en Colombie, au Brésil et au Pérou.
- Sarota miranda Brévignon, 1998 ; en Colombie, en Bolivie, en Guyane, en Guyana, au Surinam, à Trinité-et-Tobago et au Brésil.
- Sarota myrtea Godman & Salvin, [1886] ; au Mexique, en Équateur, au Venezuela et en Argentine.
- Sarota neglecta Stichel, 1910 ; au Costa Rica, au Venezuela et en Équateur.
- Sarota psaros Godman & Salvin, [1886] ; au Mexique, à Panama, en Guyana, au Brésil et au Pérou.
- Sarota spicata (Staudinger, [1888]) ; en Colombie, au Brésil et au Pérou.
- Sarota subtessellata (Schaus, 1913) ; au Costa Rica, à Panama et en Colombie.
- Sarota turrialbensis (Schaus, 1913) ; au Costa Rica
- Sarota willmotti Hall, 1998 ; en Équateur, au Brésil et au Pérou.

### Sources
- Sarota sur funet
- Tree of Life